# Minsmere
Minsmere is een plaats in het Engelse graafschap Suffolk, aan de oostkust van Engeland. Het ligt in het Area of Outstanding Natural Beauty (natuurgebied) 'Suffolk Coast and Heaths' en is thans de locatie van een vogelreservaat van de RSPB.
In het Domesday Book van 1086 werd de plaats vermeld als het landgoed 'Menesmara' / 'Milsemere'. Er werd gewag gemaakt van een bevolking van 6 huishoudens en een belastingopbrengst van 0,4 geld. In 1182 werd in het gebied een abdij gesticht, maar deze werd in 1363 verplaatst naar het naburige Leiston. Van het oorspronkelijke klooster rest alleen nog een ruïne van de Mariakapel, die een zogenaamd 'Scheduled Monument' is, een monument met archeologische en/of historische waarde. In de duinen ligt een deel van een tankversperring uit de Tweede Wereldoorlog.